# Mesaner sarpedon
Mesaner sarpedon är en insektsart som först beskrevs av John Obadiah Westwood 1859.  Mesaner sarpedon ingår i släktet Mesaner och familjen Diapheromeridae. Inga underarter finns listade i Catalogue of Life.